# 市川市立国府台小学校
市川市立国府台小学校（いちかわしりつ こうのだいしょうがっこう）は、千葉県市川市国府台五丁目にある公立小学校。

## 沿革
- 1952年
  - 4月1日 - 市川市立真間小学校より分離し、国府台小学校発足。
  - 5月 - PTA設立。
  - 7月20日 - 開校落成式。
- 1953年9月 - 校歌完成。
- 1954年 - 増築校舎落成式。
- 1955年1月 - 完全給食実施。
- 1957年6月 - 第2校舎増築工事上棟式。
- 1960年8月 - 講堂落成式。
- 1963年11月 - 全校徒歩遠足が始まる。
- 1965年
  - 4月国立国府台病院（現在の国立研究開発法人　国立国際医療研究センター国府台病院）内に院内学級（児童精神科入院児のための国内初）が　　　　完成
  - 5月 - 特殊学級開校式。
  - 7月 - プール完成・プール開き。
- 1968年8月 - 新校舎落成移転。
- 1972年3月 - 市川市立中国分小学校開校に伴う分離式。
- 1976年 - 第3鉄筋校舎増改築工事及び共同調理場竣工。
- 1979年 - 鉄筋第3校舎西側教室及び管理室竣工。
- 1981年1月 - 第4期鉄筋コンクリート造4階建て工事竣工。全校舎鉄筋化完成祝賀会。
- 1988年3月 - 体育館完成。
- 1990年7月 - 新プール完成。
- 1998年
  - 4月 - 第2校舎改修工事完了。
  - 6月 - 国府台デイサービスセンターがオープン。
- 2000年12月 - メダカ池完成。
- 2020年9月23日-国府台病院内にある、院内学級の新校舎が完成

## 立地
市川市国府台に位置する。この辺りは堀之内貝塚、法皇塚古墳、国府台城跡、手児奈霊堂など史跡が多い地域である。また、寺社も数多く存在しており、学校の敷地にも隣接している。北東側には、じゅん菜池緑地公園があり、生徒にも親しまれている。
第3校舎に向かう第1校舎沿いの外階段、そこから出ることができる正門は市川市立第一中学校の生徒も慣例的に通り抜けに利用することができる。

## 校舎
第1・2・3校舎から成り、第3校舎を介して各校舎は廊下で結ばれている。事務室や職員室などは第3校舎に、通常授業の教室は第1・3校舎にある。第2校舎はデイサービスセンターが併設されており、生徒と高齢者の交流も行われている。また、以前は第1校舎にも出入口があり生徒も使用していたが、防犯の観点から閉鎖された。

## 象徴
国府台小学校にとって象徴的存在とも言えるのが「こうのとり」である。もちろん学校がそのように定めているわけではないが、校章はコウノトリを図案化したものであり、学校新聞の名も「鸛（こうのとり）」である。また、校歌には生徒を象徴するように「こうのとり」が歌われている。